# 호텔 골든데이지 서귀포오션
호텔 골든데이지 서귀포오션(영어: Hotel Golden Daisy Seogwipo Ocean)은 제주특별자치도 서귀포시 서귀동에 위치하고 있다.

## 같이 보기
- 제주특별자치도의 마천루 목록